# Paul Finet
Paul Finet (Montignies-sur-Sambre, Bèlgica, 1897 - Ciutat de Luxemburg, 18 de maig de 1965) va ser un sindicalista i polític belga, que va ocupar el càrrec en l'Alta Autoritat de la Comunitat Europea del Carbó i de l'Acer i va liderar l'Autoritat Finet entre 1958 i 1959.
Va ser Secretari General de la Federació General de Treball de Bèlgica (FGTB) i membre de la Confederació Internacional d'Organitzacions Sindicals Lliures.